# Altaïr (bateau)
Pour les articles homonymes, voir Altair.
L’Altaïr est un bâtiment remorqueur de sonars (BRS) de la Marine nationale.

## Historique et missions
C'est la deuxième unité d'une série de trois bâtiments construits par le chantier Socarenam de Boulogne-sur-Mer. Les deux autres unités de la série sont l’Antarès et l’Aldébaran. La mission principale de ces navires est de repérer les mines marines grâce à des sonars remorqués. 
Il est basé à Brest, son indicatif visuel est le M 771.

## Caractéristiques
- Longueur : 28,30 mètres[1]
- Largeur : 7,70 mètres
- Tirant d'eau : 3,80 mètres
- Tirant d'air : 16 mètres
- déplacement : 250 tonnes et 340 tonnes en pleine charge
- Vitesse : 11 nœuds
- Distance franchissable de 3 500 nautiques à 10 nœuds